# Helle Bertram
 Der er for få eller ingen kildehenvisninger i denne artikel, hvilket er et problem. Du kan hjælpe ved at angive troværdige kilder til de påstande, som fremføres i artiklen.

Helle Bertram (født 31. maj 1971 i København) er en dansk forfatter og kulturanmelder. Hun er opvokset i Rødvig på Stevns og har en cand.mag. i nordisk sprog og litteratur fra Syddansk Universitet, som hun afsluttede i 1997. Bertram debuterede som forfatter i 2015 med fagbogen Troværdighed kommer indefra – sådan skaber du troværdighed i professionel kommunikation, udgivet på Handelshøjskolens Forlag.
I 2020 debuterede hun som skønlitterær forfatter med kortprosabogen KORT, en samling af ti fortællinger, som hver fokuserer på hverdagslivet. Hun har efterfølgende udgivet flere værker, herunder Spor – essays om at gå (2021) og Dér, jeg er (2022), der blev udviklet i samarbejde med fotograf Carina Jo Sivager gennem en række litterære saloner støttet af Statens Kunstfond. I 2023 udgav hun sammen med sin mand, David Arnholm, journalist, Never Give Up - historien om Hassan Torabi, som modtog Newsky Award i Kasakhstan november 2023. Alle bøger er grafisk designet af Mette Glyholt. Hun er medlem af Dansk Forfatterforening.
Helle Bertram arbejder desuden som kulturanmelder for Lolland-Falsters Folketidende og har skrevet forfatterportrætter til forfatterweb.dk. Hun er også taleskriver og facilitator i Guldborgsund Kommune samt uddannet business coach.

## Privatliv
Helle Bertram bor i Stubbekøbing på Falster sammen med sin mand, David Arnholm, der er journalist, og er mor til tre børn.